# デルク＝エルスコ・ブラインス
デルク＝エルスコ・ブラインス（Derk-Elsko Bruins, 1923年3月20日 - 1986年2月5日) は、第二次世界大戦中のナチス・ドイツ武装親衛隊オランダ人義勇兵で、ヘラルダス・モーイマンに続くオランダ人義勇兵第2の騎士鉄十字章受章者。最終階級はSS曹長（SS-Oberscharführer）。

## 武装親衛隊入隊までの経歴
1923年3月20日、ブラインスはオランダ王国フローニンゲン州フラフトヴェデ（Vlagtwedde）に生まれた。両親や兄弟はアントン・ミュッセルトが指導するオランダのファシスト政党オランダ国家社会主義運動（Nationaal-Socialistische Beweging in Nederland、略称: NSB）の支持者という家庭で育ったブラインスは、1940年、17歳の時にNSBの準軍事組織WA（Weerbaarheidsafdeling）に入隊した。
1941年初旬、ブラインスが18歳の誕生日を迎えた頃、オランダではNSBの党員数が15万8,364名に達し、ドイツでは親衛隊全国指導者ハインリヒ・ヒムラーの命令によってオランダ人とフラマン人の義勇兵から成る新たなSS義勇連隊「ノルトヴェスト」（SS-Freiwilligen-Standarte Nordwest）の創設が始まった。ゲルマン・ヨーロッパの一致団結を夢見るブラインスは、似たような考えを抱く他のオランダの若者たちと同様に「ノルトヴェスト」連隊に志願し、ドイツのハンブルク・ランゲンホルン演習場へ向かった。

## 義勇部隊「ニーダーランデ」時代
しかし入隊後まもなく、ブラインスの熱狂に初めて冷や水が浴びせられた。というのも、彼ら外国人義勇兵の訓練を担当するドイツ人教官たちの態度が傲慢かつ高圧的なものであったからである。そのため、ブラインスにとってハンブルク・ランゲンホルンでの訓練は、チャンスがあれば故郷のフローニンゲンまで帰ろうと思わせるほど屈辱的なものであったが、それでも彼は最終的に踏みとどまり、訓練を続けた。
1941年7月、SS義勇連隊「ノルトヴェスト」は解隊され、所属していたオランダ人義勇兵は義勇部隊「ニーダーランデ」（SS-Freiwilligen Legion Niederlande）に転属することとなった。ブラインスも同義勇部隊に転属し、1942年1月に東部戦線のレニングラード戦線へ出陣した。
1943年2月、義勇部隊「ニーダーランデ」第14（戦車猟兵）中隊に所属していたブラインスは、第二次ラドガ湖の戦いにおいて同僚のオランダ人義勇兵ヘラルダス・モーイマンSS上等兵の活躍を目の当たりにした。ブラインスの方へ迫り来る多数のソ連軍戦車を、モーイマンが砲長代理を務めるフランス製75mm対戦車砲が次々と撃破したのである。これによって危機を切り抜けることができたブラインスは、モーイマンに厚く礼を述べた。ちなみに、この戦いの功績も含めたこれまでの活躍が認められ、モーイマンには1943年2月20日付で騎士鉄十字章が授与され、彼は外国人義勇兵として初の騎士鉄十字章叙勲者となった。

## 第4SS義勇装甲擲弾兵旅団「ネーデルラント」時代

### 第54SS戦車猟兵大隊
1943年4月、これまでの戦闘で消耗した義勇部隊「ニーダーランデ」は前線から引き揚げられ、ドイツ国内での再編成を経てSS義勇旅団「ネーデルラント」（SS-Freiwilligen-Brigade Nederland）となった。フェリックス・シュタイナーSS大将率いる第ⅢSS装甲軍団の所属となった同旅団は、1943年の末に第4SS義勇装甲擲弾兵旅団「ネーデルラント」（4.SS-Freiwilligen Panzergrenadierbrigade Nederland）と改称され、レニングラード近郊のオラニエンバウムへ出陣した。この時、ブラインスはSS伍長として同旅団の第54SS戦車猟兵大隊（SS-Panzerjäger-Abteilung 54）第1中隊に所属していた。
ブラインスが所属する第54SS戦車猟兵大隊は、SS「ヴィーキング」師団の第5SS突撃砲大隊（SS-Sturmgeschütz-Abteilung 5）の突撃砲をそのまま受け継いで編成された部隊であり、大隊指揮官はかつての第5SS突撃砲大隊指揮官クヌート・ショック（Knud Schock）SS少佐が務めた。しかし、既存の装備の使い回しであったため、オラニエンバウム出陣時の第54SS戦車猟兵大隊の突撃砲台数は基準値に達していなかった。

### ナルヴァの戦い
1944年1月14日、ソビエト赤軍はドイツ軍によるレニングラード包囲網を破り、オラニエンバウムのドイツ軍部隊はエストニアのナルヴァへの撤退を開始した。1944年1月26日、第ⅢSS装甲軍団はオラニエンバウムからの後退を開始し、「ネーデルラント」旅団は1月28日朝に後退を開始した。旅団は150kmに渡る長距離を戦いながら後退し、新たにナルヴァ川で防衛線を確立することになっていた。1月30日にはエストニアのナルヴァ市北方のKeikinoに到着し、次いでナルヴァ市へ移動した。
ナルヴァの戦いの序盤において「ネーデルラント」旅団はナルヴァ橋頭堡の北方中心部の防衛を担当したが、2月13日、第54SS戦車猟兵大隊指揮官のショックSS少佐が戦死した。

### 「ヘネラル・セイファルト」連隊の捜索
1944年7月末、エストニアのドイツ軍はナルヴァ市を放棄し、ナルヴァ市西方の防衛線である「タンネンベルク線」（Tannenbergstellung）への後退を開始した。この後退の間、「ネーデルラント」旅団の第48SS義勇装甲擲弾兵連隊「ヘネラル・セイファルト」は第ⅢSS装甲軍団の後衛を務めていたが、無線連絡が途絶したことにより、旅団本部は同連隊の所在が分からなくなっていた。そこで、同連隊の捜索および退路の確保を命じられた第54SS戦車猟兵大隊第1中隊長フィリップ・レンメルト（Philipp Römmelt）SS少尉はブラインスSS軍曹に対し、突撃砲2輛を率いてこの任務に当たるよう命じた。
1944年7月26日（資料によっては27日）朝、整備不良の3号突撃砲G型3輛からなるブラインスの小隊は「ヘネラル・セイファルト」連隊捜索のため東進したが、その途中でソ連軍の戦車部隊と遭遇した。この戦闘でブラインス小隊は敵戦車2輛を撃破したが、同時に突撃砲2輛を撃破されてしまった。このため、これ以上の前進は危険と判断したブラインスは自分たちの突撃砲を巧みに隠蔽し、「ヘネラル・セイファルト」連隊が現れるのを待った。
しかしその後、ブラインスの視界に現れたのは「ヘネラル・セイファルト」連隊ではなく、西進するソ連軍の戦車部隊であった。接近する敵戦車の待ち伏せに成功したブラインスの突撃砲は8輛のT-34を撃破し、その他を行動不能にした。結局、「ヘネラル・セイファルト」連隊の発見はかなわなかったものの、この戦闘の功績が認められ、ブラインスには1944年8月23日付で騎士鉄十字章が授与され、彼はヘラルダス・モーイマンに続くオランダ人義勇兵第2の騎士鉄十字章受章者となった。

## 戦後
1945年5月、ブラインスはカナダ軍部隊へ投降し、オランダ当局へ身柄を引き渡された（騎士鉄十字章を受章してから終戦に至るまでのブラインスに関する情報はほとんど明らかになっていない）。
1945年夏、アルンヘム郊外の収容所に勾留されていたブラインスは赤痢に罹っていたが、のちに脱走に成功して西ドイツへ亡命した。
1950年代、ブラインスはドイツ人女性と結婚してドイツの市民権を取得した。これによってオランダ当局がブラインスの身柄をオランダへ引き戻すことは不可能となり、オランダ当局は1955年にブラインスの追跡を打ち切った。その後、ブラインスは実業の世界で活躍し、また、かつての戦友たちとの交流も欠かさない余生を送った。
1986年2月5日、ブラインスはドイツのゲロールシュタイン（Gerolstein）で62歳で亡くなった。

## 勲章
- 戦傷章黒
- 東部戦線従軍記章
- 一般突撃章銅
- 二級鉄十字章（1944年春）
- 一級鉄十字章
- 騎士鉄十字章（1944.08.23）

## 文献
- Krätschmer, Ernst-Günther. Die Ritterkreuzträger der Waffen-SS. Coburg, Deutschland: NATION EUROPA VERLAG, 2003 ISBN 3-920677-43-9.
- Neulen, Hans WernerAn deutscher Seite internationale Freiwillige von Wehrmacht und Waffen-SS München, deutschland: Universitas Verlag, 1985. ISBN 3-8004-1069-9
- Tieke, Wilhelm. Tragedy of the Faithful: A History of the lll.（germanisches）SS-Panzer-Korps.  Manitoba, Canada: J.J. Fedorowicz Publishing, 2001. ISBN 0-921991-61-4.